# قابل آل فوكر
قابل آل فوكر (بالإنجليزية: Meet the Fockers)‏ هو فيلم كوميدي تم إنتاجه في الولايات المتحدة سنة 2004، وهو الجزء الثاني لفيلم قابل الولدين وتبعه فيلم صغار عائلة فوكرز. أدى أدوار البطولة روبرت دي نيرو، بن ستيلر، داستين هوفمان، باربرا سترايساند، بليث دانر وتيري بولو.

## طاقم التمثيل
- روبرت دي نيرو بدور جاك بيرنز.
- بن ستيلر بدور غايلورد «غريغ» فوكر.
- داستين هوفمان بدور برنارد «بيرني» فوكر.
- باربرا سترايساند بدور روزالين «روز» فوكر.
- بليث دانر بدور دينا بيرنز.
- تيري بولو بدور باميلا «بام» بيرنز.
- أوين ويلسون بدور كيفن رولي.

## القصة
بعد أن منح الاذن بالزواج بابنته للممرض غريغ فوكر، يذهب عميل الـسي أي إي السابق جاك بيرنز رفقة زوجته إلى ميامي للقاء والدي غريغ بيرني وروز فوكر  اللذان يختلفان عنهما إلى أقصى الدرجات.

## الإصدار

### الاستقبال النقدي
تحصل الفيلم على مراجعات متباينة، حيث جاءت 38% منها إيجابية على موقع الطماطم الفاسدة بمتوسط تقييم 5.2 من 10. كما تحصل على نتيجة 41 من 100 على موقع ميتاكريتيك.

### الميزانية والإيرادات
بلغت تكلفة إنتاج الفيلم حوالي 80 مليون دولار بينما حقق أرباحا تقدر بـ $516,642,939.

## وصلات خارجية
- قابل آل فوكر على موقع IMDb (الإنجليزية)
- قابل آل فوكر على موقع ميتاكريتيك (الإنجليزية)
- قابل آل فوكر على موقع الموسوعة البريطانية (الإنجليزية)
- قابل آل فوكر على موقع روتن توميتوز (الإنجليزية)
- قابل آل فوكر على موقع نتفليكس (الإنجليزية)
- قابل آل فوكر على موقع قاعدة بيانات الأفلام العربية
- قابل آل فوكر على موقع ألو سيني (الفرنسية)
- قابل آل فوكر على موقع Turner Classic Movies (الإنجليزية)
- قابل آل فوكر على موقع أول موفي (الإنجليزية)
- قابل آل فوكر على موقع بوكس أوفيس موجو (الإنجليزية)